# Češka košarkaška reprezentacija
Češka košarkaška reprezentacija predstavlja državu Češku u športu košarci.
Od uspjeha vrijedi istaknuti iznenađujuću vrlo visoku pobjedu nad Hrvatskom 13. rujna 2015. godine u francuskom gradu Lilleu u osmini završnice europskog prvenstva 80:59.
Krovna organizacija: Češki košarkaški savez 
Glavni trener: Diego Ocampo

## Nastupi na EP
- 1999.: 11. mjesto
- 2007.: 15. mjesto
- 2013.: 14. mjesto
- 2015.:

## Poznati igrači
- Satoransky (Barcelona)
- Florence (Cibona)